# 拉法乌·奥梅尔科
拉法乌·奥梅尔科（波蘭語：Rafał Omelko，1989年1月18日—），波兰男子田径运动员，2014年欧洲田径锦标赛男子4×400米接力铜牌得主、2016年欧洲田径锦标赛男子4×400米接力银牌得主、2018年世界室内田径锦标赛男子4×400米接力金牌得主。